# Liaoconodon
Liaoconodon hui
Genre
Espèce
Liaoconodon est un genre éteint de mammifères eutriconodontes ayant vécu au Crétacé inférieur (Aptien), il y a environ 120 Ma (millions d'années). Il a été découvert en 2011 dans la formation de Jiufotang au Jianchang, dans la province du Liaoning, au nord-est de la Chine.  Liaoconodon hui' est la seule espèce  assignée au genre.

## Description générale
Liaoconodon hui mesure 19,5 centimètres de long, et 35,7 centimètres si on inclut la queue. Sa formule dentaire est I3.C1.P2.M3/i2.c1.p2.m4. Ses molaires sont tribosphéniques. Ses incisives, canines et premières prémolaires sont plus larges que chez les autres eutriconodontes. D'autres différences par rapport aux autres eutriconodontes concernent entre autres la forme des dents et notamment les cuspides.

## Oreille transitionnelle
Les mammifères ont une mâchoire inférieure uniquement constituée de l'os dentaire. Mais celle des amniotes non-mammaliens est constituée de 4  à   6 os, avec le dentaire, le splénial, l'angulaire, le surangulaire et l'articulaire. En particulier chez les non-mammifère, le dentaire ne s'articule pas directement avec le quadrojugal du crâne, puisqu'on trouve en intermédiaire l'os carré qui permet l'articulation avec l'articulaire et le préarticulaire de la mâchoire inférieure.
Chez les mammifères et à la différence des « reptiles », le préarticulaire, l'articulaire et le carré ne participent plus à l'articulation de la mâchoire mais à la transmission des vibrations dans le système auditif. Leur taille s'est fortement réduite au cours de cette évolution, jusqu'à devenir les osselets de l'oreille moyenne.
Parallèlement à cette miniaturisation des osselets, il existe une augmentation du volume cérébral, ce qui implique probablement une multiplication des terminaisons nerveuses pour la perception et l’interprétation des sons. L’incorporation d’osselets dans le système auditif aurait pu avoir son utilité chez de petits animaux nocturnes, et la simplification de l’articulation de la mâchoire a pu améliorer le système masticateur des mammifères primitifs. La série ontogénétique de la sarigue semble une vision accélérée de la version fossile. « L’ontogenèse récapitule la phylogenèse ». Le processus de développement est donc hétérochronique et est vraisemblablement dû aux gènes homéotiques.
Liaoconodon possède une anatomie de l'oreille moyenne intermédiaire. Cette configuration est appelée TMME, pour Transitional Mammalian Middle Ear, par opposition à la DMME (Definitive Mammalian Middle Ear) des mammifères actuels. En effet, au cours de leur évolution, les mammifères ont vu leurs os de la mâchoire migrer dans l'oreille moyenne. L'ectotympanique est ainsi homologue à l'angulaire des amniotes non mammaliens, le malleus (ou marteau) au préarticulaire et à l'articulaire et l'incus (ou enclume) au carré. Chez Liaoconodon, l'ectotympanique et le malleus ont perdu leur contact direct avec le dentaire mais sont encore connectés au cartilage de Meckel ossifié. Ainsi, le cartilage de Meckel a pu jouer un rôle de stabilisation en entre le dentaire et les osselets de l'oreille moyenne.

## Évolution des mammifères
Morganucodon représente le premier stade intermédiaire entre l'oreille moyenne de type reptilien et celle de type mammalien. Sa mâchoire possède deux articulations : l'une entre le dentaire et le squamosal, de type mammalien et dérivé, et l'autre entre le carré et l'articulaire, articulation ancestrale de type reptilien. La mâchoire de Morganucodon est appelée la MME, pour Mandibular Middle Ear. Liaoconodon représente un stade ultérieur: les trois osselets sont encore rattachés au cartilage de Meckel (qui est ossifié), mais, comme chez les Threchnothériens (groupe comprenant les Thériens et des fossiles) et les Monotrèmes de façon indépendante, ils sont séparés de la mâchoire et la rainure meckelienne est mise en place. Une telle configuration existe au cours du développement embryonnaire des Thériens, et notamment dans le cas bien documenté de l'opossum. Liaoconodon est le premier à présenter ce stade à l'âge adulte. Yanoconodon est un autre Eutriconodonte doté de la même configuration transitionnelle de l'oreille moyenne que Liaoconodon, semblable à ce que l'on observe chez les embryons de mammifères Thériens. Le Le cartilage de Meckel existait au sein des oreilles moyennes des mammifères transitionnels. Il devait stabiliser les osselets. Dans des configurations plus dérivéres, il a été remplacé par le ligament sphéno-mandibulaire. Toutefois, la présence de cartilage de Meckel chez les mammifères actuels n'est pas un caractère paedomorphique.
Cette découverte suppose également que l'oreille mammalienne définitive (ou DMME) est une convergence évolutive entre les Thériens, les multituberculés et les monotrèmes, tout comme le plan tribosphénique.

## Phylogénie
Cladogramme d'après Meng, Wang & Li, 2011 :
- - Morganucodon
  - 
    - Erythrotherium
    - 
      - Megazostrodon
      - 
        - 
          - Woutersia
          - Kuehneotherium

        - 
          - Dinnetherium
          - Docodonta
            - Docodon
            - Haldanodon

          - Holotheria
            - 
              - Jeholodens
              - 
                - Yanoconodon
                - 
                  - Liaoconodon
                  - Triconodontidae
                    - Priacodon
                    - 
                      - 
                        - Triconodon
                        - Trioracodon

                      - 
                        - Arundeloconodon
                        - 
                          - Astroconodon
                          - 
                            - Alticonodon
                            - Corvicondodon

            - Amphidontidae
              - Aploconodon
              - 
                - Amphidon
                - 
                  - Comodon
                  - Hakusanodon
                  - Juchilestes

            - Gobiconodontidae
              - Gobiconodon
              - Repenomamus

            - 
              - Phascolotherium
              - Amphilestes
              - 
                - Tinodon
                - Trechnotheria
                  - 
                    - Spalacotheriidae
                    - Zhangheotheriidae

                  - Cladotheria